# Antonela Ayelen Curatola
Antonela Ayelen Curatola (ur. 23 października 1991 roku w Haedo w Argentynie) – argentyńska siatkarka grająca jako rozgrywająca.
Obecnie występuje w drużynie Vélez Sársfield.